# اللطامنة
اللطامنة، بلدة في شمال سوريا تتبع إداريًا لناحية كفرزيتا في منطقة محردة بمحافظة حماة، وتقع على بعد 39 كيلومترًا شمال غربي مدينة حماة. بلغ عدد سكانها 16,267 نسمة حسب تعداد المكتب المركزي للإحصاء لسنة عام 2004، وهو ما جعلها ثاني أكبر بلدة في ناحية كفرزيتا. معظم سكانها من المسلمين السُنَّة.
تحيط بها عدد من البلدات والقرى، فتقع كرناز إلى الشمال الغربي، وكفرزيتا إلى الشمال، ومورك إلى الشمال الشرقي، وصوران إلى الشرق، وطيبة الإمام إلى الجنوب الشرقي، وحلفايا ومحردة إلى الجنوب، وشيزر وكفر هود إلى الجنوب الغربي، وحيالين الغاب والسقيلبية إلى الغرب.
يوجد في اللطامنة والمنطقة المحيطة بها عدد كبير من المغارات (الكهوف). استخدم أهالي اللطامنة والقرى القريبة منها هذه المغارات كسكن في القِدم. أصبحت المساكن الحديثة النمط السائد في ما بعد، ولكن ظلَّت بعض العائلات تعيش في الكهوف.
بعد انخراطها في الثورة السورية منذ انطلاقها عام 2011، عمل نظام الأسد وحلفائه ومليشياته الطائفية على تدمير اللطامنة تدميرًا ممنهجًا بدءًا من الاقتحامات والمجازر التي ارتكبها بحق الأهالي وأشهرها مجزرة 7 نيسان 2012، وصولًا إلى عمليات القصف غير المنقطع التي نفَّذها جيش الأسد على مدى سنوات، وهو ما أدّى إلى تهجير معظم سكان البلدة منها سنة 2014. حسب إحصائيات عام 2018، بلغ عدد الغارات التي نفّذها الطيران الروسي والأسدي على البلدة 8,700 غارة، بالإضافة إلى استهدافها بعشرات الآلاف من القذائف الصاروخية والمدفعية.

## التاريخ

### التاريخ القديم
تعتبر اللطامنة من المواقع التاريخية القديمة جداً والنادرة في العالم إذا عثر فيها على آثار وبقايا فؤوس حجرية تعود إلى عصر بليستوسين (الممتد من 3 ملايين سنة وحتى 10000 قبل الميلاد) يؤرخ أول وجود فيه لإنسان بحدود نصف مليون سنة، ثم تتالى الاستيطان ليقدم هذا الموقع أول دليل عمراني بشري جماعي خارج أفريقيا كان هنا في سوريا.

### الثورة السورية 2011
انخرطت اللطامنة في صفوف الحراك الثوري ضد نظام الأسد منذ أشهر الثورة الأولى، وشمل ذلك التظاهر والإضراب. فقد شاركت اللطامنة في الإضراب العام الذي شمل كافة أنحاء البلاد يوم 26 أكتوبر (تشرين الأول) 2011، وجاء هذا الإضراب في إطار تصعيد الوسائل السلمية لإسقاط النظام وصولًا إلى العصيان المدني. وشارك أهالي اللطامنة بإضراب عام أغلقت فيه المحال التجارية بتاريخ 5 كانون الثاني (يناير) 2012 تحت شعار «إضراب الكرامة»، وذلك احتجاجًا على أساليب القمع التي يقوم بها نظام الأسد بحق المدنيين.

### مجزرة اللطامنة 2012
ارتكبت قوات نظام بشار الأسد والعصابات والميليشيات التابعة له مجزرتين بحق أبناء اللطامنة في شهر أبريل (نيسان) من عام 2012، وذلك على الرغم من خلوها من عناصر الجيش السوري الحر وقت اقتحام القرية. تحركت قوات النظام مدعومة بدبابات تي-72 وعربات بي إم بي، في ساعات الصباح الباكرة (حوالي الساعة الخامسة) من يوم السبت 7 أبريل (نيسان) 2012، تتبعها شاحنات عسكرية تحمل مئات الجنود باتجاه المدينة فقامت القوات بتطويق مداخلها الأربعة لتبدأ قصفها بالمدفعية الثقيلة والرشاشات الثقيلة قبل اجتياحها بعد أن استخدم بعض الأفراد كدروع بشرية، وذلك بالتزامن مع اقتحام منازل أهالي اللطامنة وإخراجهم منها لتقوم بتنفيذ عمليات إعدام بحق 49 شخص، أعدم منهم عشرين شخص حرقًا حتى الموت وتعرَّضت عائلات بعينها للذبح بالسكاكين والأسلحة البيضاء من آل الخروف وآل الحضيري وآل الصالح. كما قامت مليشيات الأسد بقتل طفلة رضيعة لم يتجاوز عمرها عشرة أشهر بطلقة نار من بندقية أيه كيه-47 (كلاشنيكوف) في صدرها مباشرةً. وعملت قوات النظام على دهس جثث المدنيين بالعربات الثقيلة، بالإضافة إلى قيامهم بإحراق ممتلكات الأهالي حيث أضرموا النار في أربعين بيت ومحل تجاري. استمرت لأكثر من ثلاث ساعات. يعدُّ رأس النظام والقائد العام للجيش والقوات المسلحة بشار الأسد، والعميد سهيل الحسن، والعقيد الركن صالح العبد الله، والعقيد الركن وائل ضمان، والنقيب أبو جعفر هم من بين المسؤولين بشكل مباشر عن ارتكاب مجزرة اللطامنة بحسب منظمة «مع العدالة». كما قتل نحو ثلاثون آخرون (معظمهم من عائلتين) في المجزرة الثانية التي وقعت يوم 10 نيسان 2012.
في 1 أيار (مايو) 2012، تمكَّن جميل الصالح، وهو ضابط منشق برتبة رائد من اللطامنة، على توحيد عدد من المجموعات الثورية المقاتلة في لواء أطلق عليه اسم لواء شهداء اللطامنة أثناء تواجده في جبل الزاوية. وسمِّي هذا الفصيل على اسم البلدة إكرامًا لأرواح ضحايا مجزرة اللطامنة، وقد اتخذ اللواء من مدينة اللطامنة مقرًا له بعد تحريرها. استطاع الرائد جميل الصالح التوسع فيما بعد وضم مجموعات وكتائب من القرى والمدن المجاورة لمدينة اللطامنة، فقام بتغيير الاسم إلى «تجمع كتائب وألوية العزة» في عام 2013 كونها تسمية شاملة تبتعد عن المناطقية، ليعلن عن تشكيل جيش العزة عام 2015 بعد اندماج عدة فصائل امتدت من ريف اللاذقية إلى ريف حلب وريف حماة وإدلب.

### حملات القصف 2015-2016
تعرضت اللطامنة في عام 2015 لأكثر من 175 غارة نفذها الطيران الروسي و700 غارة نفذها طيران الأسد وقام النظام برمي أكثر من ألف وخمسمئة برميل متفجر عليها، بالإضافة إلى آلاف القذائف المتنوعة. أمَّا خلال عام 2016، فقد تعرّضت اللطامنة إلى 331 غارة نفذها الطيران الروسي و618 غارة نفذها طيران نظام الأسد و22 غارة بدون طيار، بالإضافة إلى سبع حالات قصف بالكلور و23 قصف بالفوسفور.

### هجوم الكيماوي 2017
تعرضت مدينة اللطامنة في آذار/2017م لهجوم بغازَي السارين والكلور من طائرتين من طراز سوخوي-22 تتبعان لسلاح الجو السوري أدّى إلى إصابة حوالى 50 شخصاً بحالات اختناق وفق ما أفاد المرصد السوري لحقوق الإنسان، وأصدرت منظمة حظر الأسلحة الكيميائية بياناً في 8/أبريل/2020م حمَّلت فيه قوات النظام السوري مسؤولية اعتداءات بالأسلحة الكيميائية استهدفت المدينة، وقال منسق فريق التحقيق التابع للمنظمة سانتياغو أوناتي لابوردي: «إن اعتداءات إستراتيجية بهذا الشكل يمكن أن تحدث فقط بناء على أوامر من السلطات العليا في القيادة العسكرية في الجمهورية العربية السورية»، ودعا الدفاع المدني السوري لوضع آلية سريعة وجادة لمحاسبة النظام السوري

### معركة التحرير 2024
في 30 تشرين الثاني (نوفمبر) 2024، أعلنت هيئة تحرير الشام عن تحرير مدينة اللطامنة بعد هروب قوات نظام الأسد والمليشيات الطائفية المتحالفة معه من المنطقة، وذلك ضمن عمليات معركة ردع العدوان التي تكللت بتحرير سوريا وسقوط نظام الأسد.

## الاقتصاد
قبل الثورة، كان معظم سكان اللطامنة يعملون بالزراعة، ولا سيما زراعة القمح والشعير، ولكن نتيجة قيام النظام بتدمير البلدة بالقصف وتهجير السكان فقد تراجع الإنتاج الزراعي المحلي إلى حد كبير.

## وصلات خارجية
- الوحدات الإدارية في محافظة حماة